# Windows Neptune
Neptune je bila različica Microsoft Windows, ki jo je Microsoft razvijal v letu 1999. Temeljila je na Windows 2000 in je bila načrtovan za izdajo kot prva različica Windows za domače uporabnike, ki temelji na NT kodi, da bi zamenjala starejšo serijo 9x, ki temelji na DOS-u.
Na začetku leta 2000 je Microsoft združil ekipo, ki je razvijala Neptune z ekipo, ki je delala na projektu Windows Odyssey, ki naj bi postal naslednja izdaja NT za poslovne uporabnike. Združena ekipa je delala na novem projektu imenovanem Whistler, ki je izšel leta 2001 kot Windows XP. Medtem je nekaj mesecev po izdaji Windows 2000 Microsoft naredil še eno različico za domače uporabnike, ki je temeljila na DOS-u, Windows ME (Millenium Edition = Milenijska izdaja).
Sodeč po govoricah naj bi bilo veliko preizkusnih gradenj Neptuna (menda celo 300 ali več), edina potrjena, ki je javno na voljo pa je delovna različica 5111.1 (5.50.5111.1), ki se je kasneje pojavila na spletu in v zbirkah številnih zbirateljev ter virtualnih muzejev. Zgodnji načrti za Neptune vključujejo tudi en servisni paket, poimenovan Triton.

## Novosti
Neptune je po izgledu skoraj identičen Windows 2000, a je prinesel tudi nekatere novosti, npr. Požarni zid za internetne in omrežne povezave, ki je bil kasneje integriran v Windows XP kot Požarni zid Windows. Predstavil je tudi prijavni zaslon, podoben tistemu ki je bil kasneje vključen v Windows XP. Neptune je med drugim eksperimentiral tudi s popolnoma novo funkcijo, imenovano Activity Centres (Centri za aktivnosti), ki so se prvič pojavili v preizkusnih gradnjah Windows ME. Kasneje so jih opustili v obeh, Windows ME in Windows XP. Iz preizkusne gradnje Windows ME je prišel tudi Help Centre (Center za pomoč), a je zaradi zgodnjega stanja, v katerem je bil Neptune, skoraj popolnoma nefunckionalen. 

## Nadgrajevalni hrošč
Ko vstavimo namestitveni CD z Windows Neptune v računalnik z nameščenim Windows XP, se pokaže sporočilo: Ta CD-ROM vsebuje novejšo izdajo Windows kot ta, ki jo trenutno uporabljate. Želite namestiti Neptune? Windows XP je bil izdan leta 2001, Neptune pa 1999. Razlog za to napako je različica jedra: Neptune ima različico 5.50, medtem ko ima XP različico 5.1, kar ga navidezno naredi starejšega kot Neptune, čeprav v resnici ni. Isto se zgodi če vstavimo Neptunov CD v že nameščen Neptune. 